# Pálffy-kastély (Gidrafa)
A gidrafai Pálffy-kastély a Felvidék Erdőhátnak nevezett nyugati részén, Pozsony és Nagyszombat között, a Kis-Kárpátok lábánál, a Modor melletti Gidrafa község határában található. Szökőkutakkal és szobrokkal díszített angolpark veszi körül.
Az államosítást követően a Szlovák Írószövetség lakta, jelenleg az épületkomplexum tulajdonosváltáson megy keresztül. Egyelőre csak a kastély parkja látogatható.

## Legendája
A gidrafai kastély legendája az építkezés okát és eredményét beszéli el. Az építtető Pálffy János gróf beleszeretett egy francia nemes hölgybe, akinek illendően akarta megkérni a kezét. Azért, hogy a hölgy szívét meghódítsa és kezét is elnyerje, hozzáillő, francia mintájú kastély építésébe kezdett. Mire elkészült vele, imádott hölgye már másé lett. Ez a reménytelen szerelmi történet visszaköszön további Pálffy-kastélyok esetében is, azonban Ján Tibenský szerint innen ered.[forrás?]

## Története
Régészeti leletek arra utalnak, hogy Gidrafa területén már az őskorban megtelepdtek. A Pálffyak korában a hely uradalmi központja Vöröskő várában volt, a község 13 másik helységgel együtt oda tartozott.
A birtok a 16. századtól a Pálffy család tulajdona. Helyben mezőgazdasággal, szőlőtermesztéssel, később halászattal, fuvarozással, fazekassággal és molnár mesterséggel foglalkoztak. A Rákóczi-szabadságharc idején Pálffy (III.) János a császáriak oldalán harcolt. Az 1705. augusztus 11-i gidrafai győzelmük az első fordulópont volt a kuruc–labanc összecsapások történetében. A 81 ezer fős kuruc tábor első nagy veresége köthető a község területéhez.[forrás?] Pálffy (III.) János a trencséni csatában mint lovassági tábornok vett részt.
A kastélyt Pálffy János Ferenc gróf építtette a romantika stílusában 1889-ben. A tervezéssel és kivitelezéssel Franz Neumann bécsi műépítészt bízta meg, amikor házasodni készült. A gróf feleségül vette a tizenhat éves Schlippenbach Erzsébet grófkisasszonyt. A főrangú házaspár emlékét máig őrzik a főbejárat felett elhelyezett címereik. A címerek feletti homlokzat magas bástyában végződik. A francia előkelő kastélyok világát idéző építmény több más stílusjegyet is magán hordoz.
A mestermű utolsó tulajdonosa Pálffy Pál volt, aki nem itt nőtt fel, de felnőttként igen sokat tartózkodott e helyen. Pavel Dvořák történész gyűjti a korabeli tanúbizonyságokat, visszaemlékezéseket, melyek A kis herceg szerzőjét, Antoine de Saint-Exupéryt is a látogatók között tartják számon.
Utolsó tulajdonosa Pálffy Pál 1945-ben családjával nyugatra távozott, majd Nyugat-Németországba telepedett le és Münchenben élt. A csehszlovák állam kormánya elkobozta és állami tulajdonná nyilvánította a kastélyt. Gidrafa község híven őrzi és ápolja Pálffy János és családja emlékét.